# 오리건 렉스
오리건 렉스(Rex Oregon)은 희귀 품종의 고양이로 선언된 미국 오리건 주의 자연 돌연변이로 인한 집고양이 종 중 하나이다. 문헌에 따르면, 오리건 렉스는 다른 렉스 고양이들보다 훨씬 짧은 곱슬머리를 가진 고양이를 말한다. 문헌은 또한 오리건 렉스가 페르시안처럼 일반적으로 다리가 짧은 다른 렉스와 다르게 작은 발톱이 있는 긴 다리를 가지고 있다고 언급한다.

## 기원
1940년대에 최초의 Oregon Rex 고양이 품종이 Oregon에서 발견되었다. 개체수는 오리건 주의 다른 고양이 100만 명 중 1마리에 불과했다. 오리건 렉스를 번식시키고 대중화하기 위해 이 품종을 코니시 렉스와 교배했다.

## 특징
오리건 렉스는 1960년부터 1970년까지 인기가 있었다고 알려져 있다. 이 종은 곱슬거리는 털을 가지고 있었기 때문에, 1972년(일부 1975년)에 오리건주 순종의 마지막 렉스 고양이가 죽은 것으로 알려져 있다. 당시 오리건 렉스는 희귀 품종 고양이로 선언되었다.

## 같이 보기
- 코니시 렉스
- 저먼 렉스
- 데본 렉스